# Pendé
Pendé – miejscowość i gmina we Francji, w regionie Hauts-de-France, w departamencie Somma.
Według danych na rok 2011 gminę zamieszkiwało 1135 osób, a gęstość zaludnienia wynosiła 69 osób/km² (wśród 2293 gmin Pikardii Pendé plasuje się na 269. miejscu pod względem liczby ludności, natomiast pod względem powierzchni na miejscu 154.).